# America First (politique)
Pour les articles homonymes, voir America First.

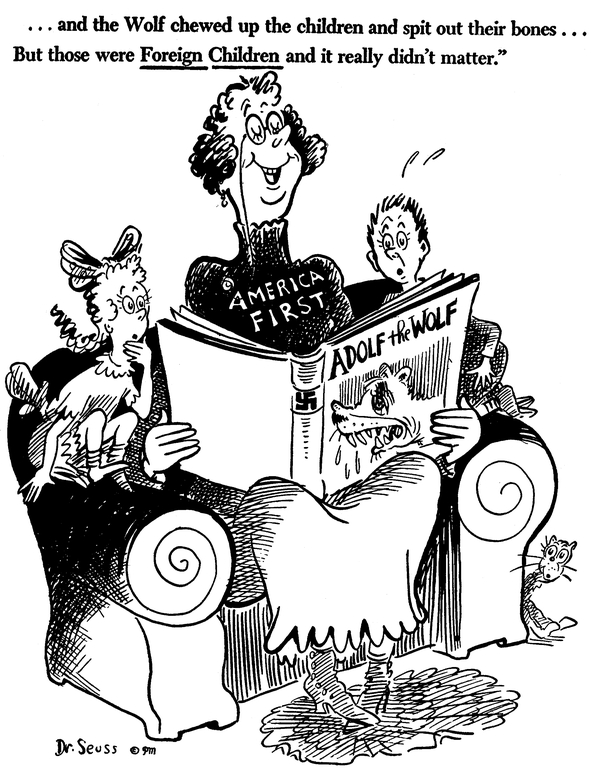
Caricature politique de Dr. Seuss se moquant de l'isolationnisme (1941).

America First (en français : l'Amérique d'abord) fait référence à une théorie politique populiste aux États-Unis qui met l'accent sur la notion fondamentale de « prioriser l'Amérique », ce qui implique généralement d'ignorer les affaires mondiales et de se concentrer uniquement sur la politique intérieure aux États-Unis. Cela désigne généralement des politiques d'isolationnisme, de nationalisme américain et de politique commerciale protectionniste.
Le terme est inventé par le président Woodrow Wilson lors de sa campagne de 1916, promettant de maintenir l'Amérique neutre dans la Première Guerre mondiale. Une approche plus isolationniste gagne en importance pendant la période de l'entre-deux-guerres (1918-1939); elle est également défendue par le Comité America First, un groupe de pression non interventionniste contre l'entrée des États-Unis dans la Seconde Guerre mondiale.
Des décennies plus tard, Donald Trump utilise le slogan lors de sa campagne présidentielle en 2016 et pendant sa présidence (2017-2021), mettant l'accent sur le retrait des États-Unis des traités et organisations internationaux dans la politique étrangère de son administration,,. Les critiques médiatiques ridiculisent l'utilisation par Trump de la politique America First comme « America Alone »,,.

## Histoire

### Origines

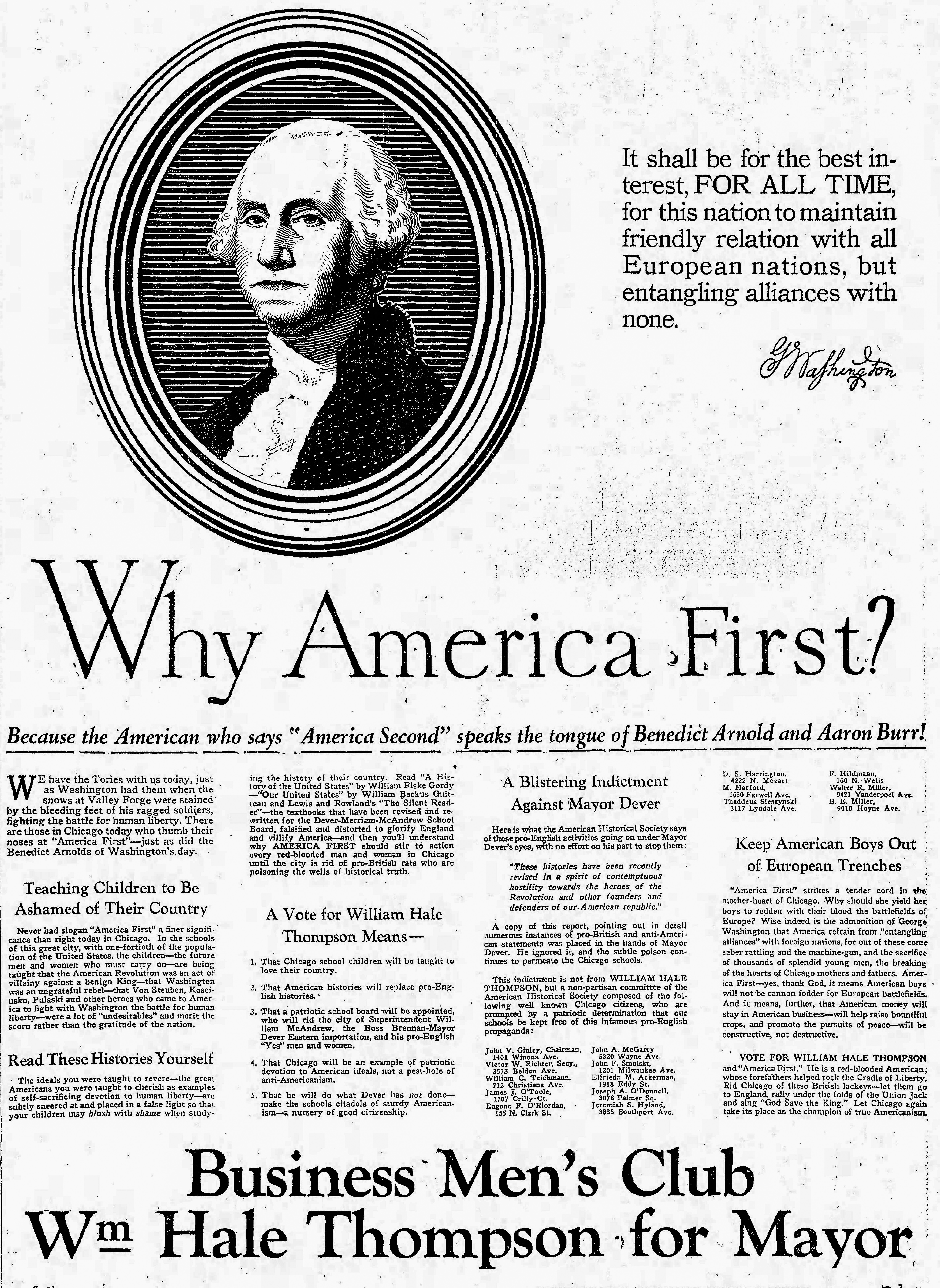
Une publicité de campagne pour l'élection municipale de Chicago de 1927 soutenant William Hale Thompson avec la phrase « America First ».

En tant que slogan dans le discours politique américain, « America First » trouve son origine dans le nativiste Parti américain des années 1850. La devise est utilisée par les politiciens des partis démocrate et républicain aux États-Unis. Au début de la Première Guerre mondiale, le président Woodrow Wilson utilise le slogan pour définir sa version de la neutralité, tout comme l'éditeur de journaux William Randolph Hearst. La devise est également choisie par le sénateur républicain Warren G. Harding lors de l'élection présidentielle américaine de 1920, qu'il remporte.
Le Ku Klux Klan (KKK) utilise la phrase au sommet de l'organisation dans les années 1920, lorsque les sentiments racistes et xénophobes sont répandus, ; cela influence beaucoup de leurs membres qui se présentent à des élections politiques. La Loi sur l'immigration de 1924 parrainée par le représentant américain de Washington Albert Johnson légifère la xénophobie et la suprématie blanche, excluant les immigrants sur la base de l'ethnicité et de l'origine nationale dans un effort pour préserver les démographies raciales blanches. Le rôle de premier plan de Johnson dans le projet de loi de restriction de l'immigration suscite un fort soutien de la part du KKK.
America First est surtout connu comme le slogan et la politique étrangère défendue par le Comité America First, un groupe de pression non-interventionniste contre l'entrée américaine dans la Seconde Guerre mondiale, qui met l'accent sur le nationalisme américain et l'unilatéralisme dans les relations internationales. Le Comité America First atteint un pic de 800 000 membres payants répartis dans 450 chapitres et popularise le slogan « America First ». Bien que le Comité America First ait divers soutiens aux États-Unis, le mouvement est entaché de rhétorique antisémite et fasciste. Parmi les Américains notables soutenant les causes « America First », on trouve Elizabeth Dilling, Gerald L. K. Smith, et Charles Lindbergh, tandis que Dr. Seuss ridiculise cette politique dans plusieurs caricatures politiques, la liant au nazisme.
À des périodes ultérieures, le slogan est utilisé par Pat Buchanan, qui fait l'éloge du Comité America First non-interventionniste de la Seconde Guerre mondiale et dit que « les réalisations de cette organisation sont monumentales ». L'appel de Buchanan pour une politique étrangère America First est comparé au Comité America First.

### Donald Trump
Donald Trump, qui s'est présenté contre Pat Buchanan aux primaires présidentielles du Parti de la réforme de 2000, réutilise le slogan pour la première fois dans un éditorial de novembre 2015 dans le The Wall Street Journal. Au début de sa campagne, l'équipe Trump publie un article de Jeff Kuhner dans le World Tribune louant le candidat comme un « nationaliste qui cherche à mettre l'Amérique en premier » ; le directeur de campagne Corey Lewandowski (qui publie plus tard un livre avec ce titre) promeut Trump avec cette phrase, ; et Sarah Palin et Chris Christie le reprennent dans leurs soutiens à Trump. Trump intègre ensuite le slogan dans son discours quotidien après une suggestion de David E. Sanger lors d'une interview avec le The New York Times en mars 2016, l'empruntant à un article paru plus tôt dans le mois dans USA Today et écrit par le diplomate américain Armand Cucciniello,. Dans les mois suivants, sans faire référence à l'utilisation antérieure de Pat Buchanan ou au Comité America First, le candidat Trump promet que « America First' serait le thème principal et dominant » de son administration, et défend des positions nationalistes et anti-interventionnistes,.
Après son élection à la présidence, « America First » devient la doctrine officielle de politique étrangère de l'administration Trump. C'est un thème du discours d'inauguration de Trump, et un sondage Politico/Morning Consult publié le 25 janvier 2017 indique que 65 % des Américains réagissent positivement au message inaugural « America First » du président Trump, avec 39 % jugeant le discours médiocre.
Trump adopte l'unilatéralisme américain à l'étranger et introduit des politiques visant à saper les organisations transnationales telles que l'Union européenne -- souvent en les ridiculisant sur des termes économiques,,, -- tout en agissant ou en menaçant de se retirer ou de réduire le soutien et la participation des États-Unis à d'autres, y compris l'OTAN,,, et les Nations unies,,,.
En poursuivant son programme nationaliste/isolationniste « America First », Trump retire (ou menace de retirer) les États-Unis de nombreux traités et accords internationaux, y compris le Traité sur les forces nucléaires à portée intermédiaire (INF), l'Accord de libre-échange nord-américain (ALENA), le Partenariat transpacifique (TPP), les Accords de Paris sur le climat, et l'accord de Vienne sur le nucléaire iranien (JCPOA),,,,.
En 2017, l'administration propose un budget fédéral pour 2018 avec à la fois « Make America Great Again » et « America First » dans son titre, ce dernier faisant référence à ses augmentations des dépenses militaires, de sécurité intérieure et des anciens combattants, aux coupes dans les dépenses pour les pays étrangers, et à l'objectif de 10 ans d'atteindre un budget équilibré.
L'administration qualifie sa stratégie de sécurité nationale de 2017 des États-Unis de « stratégie de sécurité nationale America First ». L'introduction de ce document indique : « Cette stratégie de sécurité nationale met l'Amérique en premier. Une stratégie de sécurité nationale America First est basée sur des principes américains, une évaluation lucide des intérêts des États-Unis et une détermination à relever les défis auxquels nous sommes confrontés. C'est une stratégie de réalisme de principe guidée par les résultats, et non par l'idéologie ».
L'utilisation du slogan par Trump est critiquée par certains pour porter des comparaisons avec le Comité America First ; cependant, Trump nie être isolationniste et déclare : « J'aime l'expression ». Un certain nombre de chercheurs (tels que Deborah Dash Moore), de commentateurs (tels que Bill Kristol) et d'organisations juives (y compris l'Anti-Defamation League et le Jewish Council for Public Affairs) critiquent l'utilisation du slogan par Trump en raison de son association historique avec le nativisme et l'antisémitisme,. D'autres ont soutenu que Trump n'est jamais non-interventionniste. Le chroniqueur Daniel Larison de The American Conservative écrit que « Trump est rapide à dénoncer les guerres précédentes comme des désastres, mais sa plainte à propos de ces guerres est que les États-Unis n'en 'retirent' rien de tangible. Il ne voit rien de mal à attaquer d'autres pays, mais regrette que les États-Unis ne 'prennent' pas leurs ressources » et que « il n'a jamais appelé à la fin des guerres encore en cours, mais a seulement parlé de les gagner ».
La politique « America First » de Trump est décrite comme un facteur majeur de l'augmentation perçue de l'isolement international des États-Unis à la fin des années 2010, et divers critiques médiatiques tels que The New Yorker qualifient cette politique de « America Alone »,,.

### Autres usages

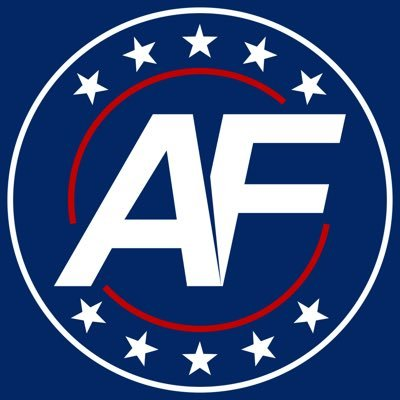
Le commentateur politique néo-fasciste Nick Fuentes utilise la phrase de manière contemporaine, citant Trump et sa présidence comme une inspiration pour son émission.

À la mi-2016, alors qu'il se présente pour un siège au Sénat de Louisiane, David Duke, ancien Grand Sorcier du KKK, déclare publiquement qu'il est « le premier grand candidat des temps modernes à promouvoir le terme et la politique d'America First » (bien qu'il soit précédé par Donald Trump),,.
Le successeur de Trump à la présidence des États-Unis, Joe Biden, abandonne bon nombre des politiques America First de Trump liées à la COVID-19 au début de sa présidence, mais il maintient initialement l'interdiction d'exportation de vaccins mise en place par l'administration Trump. En mai 2021, les États-Unis commencent à exporter des vaccins en dehors de leurs frontières. Le U.S. House Select Committee on the January 6 Attack décrit le commentateur politique d'extrême droite Nick Fuentes et l'ancien chef d'Identity Evropa Patrick Casey comme des leaders du mouvement « America First » dans une assignation émise en janvier 2022.

## Dans la culture populaire
Après l'investiture de Trump, la politique et sa formulation deviennent un sujet de satire internationale à travers le concours vidéo Every Second Counts inspiré par le comédien néerlandais Arjen Lubach et lancé par le comédien allemand Jan Böhmermann. Les émissions d'information parodique d'abord à travers l'Europe, puis dans le monde entier, lancent des appels comiques à Trump pour reconnaître leurs propres pays à la lumière du slogan nationaliste de Trump, avec un narrateur imitant la voix, les schémas de discours et le style de parole exagéré de Trump,. La version initiale de Lubach, par exemple, se termine en notant que « nous comprenons totalement que ce sera America first, mais pouvons-nous juste dire : Les Pays-Bas en second ? »,.
Dans le film de Spike Lee BlacKkKlansman (2018), David Duke et les suprématistes blancs sont représentés utilisant à plusieurs reprises le slogan « America First ».